# Дами в лилаво
Дами в лилаво (на английски: Ladies in Lavender) е английски филм от 2004 година.

## Сюжет
Носителките на „Оскар“ Джуди Денч и Маги Смит участват в тази емоционално наситена, затрогваща история за несбъднати мечти, невинност и несподелена любов.
Корнуол през 1936 г. е място, където времето е спряло. Сестрите Джанет и Урсула Уидингтън откриват корабокрушенец на плажа под къщата си. С помощта на местния лекар те му помагат да се възстанови. Докато непознатият оздравява, сестрите откриват неговия музикален талант и смущаващото въздействие, което
той има върху тях – особено за Урсула, чийто живот никога вече няма да е същият...Завладяваща романтична история за непреходната сила на любовта.